# 존 필립 로우

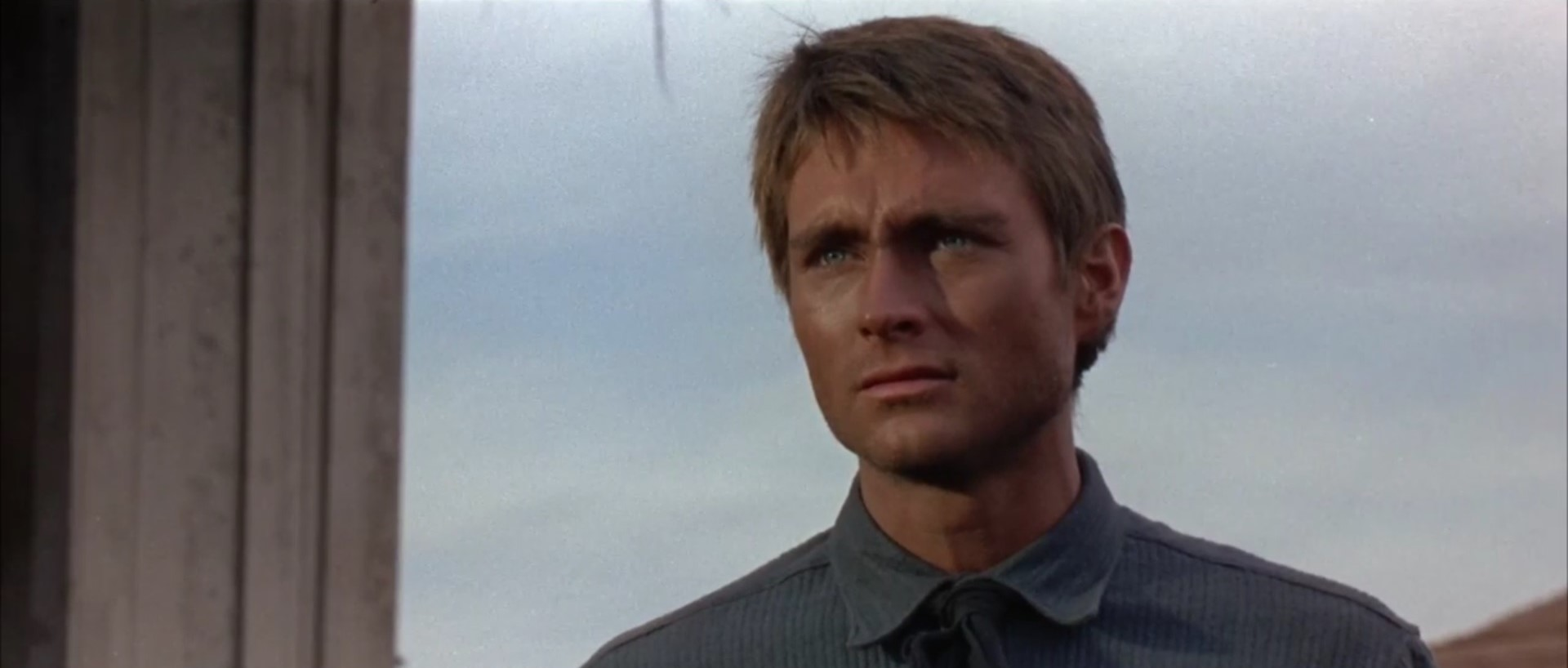

존 필립 로우(John Phillip Law, 1937년 9월 7일 ~ 2008년 5월 13일)는 미국의 영화배우, 배우, 텔레비전 배우, 연극 배우, 영화 프로듀서이다.
할리우드에서 태어났으며 로스앤젤레스에서 사망하였다. 사인은 암이다.

## 영화
- 레이 오브 선샤인 (2006년)
- CQ (2001년)
- 하인드사이트 (1996년)
- 뜨거운 유혹 (1993년)
- 에이리어네이터 (1989년)
- 우주 폭동 (1988년)
- 베트남 탈출 (1988년)
- 스트라이커 (1987년)
- 아메리칸 코만도 (1986년)
- 틴 맨 (1983년)
- Z 특공대 (1982년)
- 타잔 - 마일스 오키프 편 (1981년)
- 어둠 속의 속삭임 (1976년)
- 대분노 (1976년)
- 더 영 앤 더 레스트리스 (1973년)
- 신밧드의 대모험 (1973년)
- 붉은 남작 (1971년)
- 하와이언스 (1970년)
- 애련의 밀사 (1970년) - 미셸 스트로고프 역
- 데인저: 디아볼릭 (1968년) - 디아볼릭 역
- 스키두 (1968년)
- 바바렐라 (1968년) - 파이가 역
- 캘런 상사 (1968년)
- 데스 라이즈 어 호스 (1967년) - 빌 역
- 귀향 (1967년)
- 러시안스 (1966년)